# Mazinger Angels
(Dalla prima pagina del primo volume del manga.)
Mazinger Angels (マジンガーエンジェル?, Majinga Enjeru) è un manga di Gō Nagai e Akihiko Niina  incentrato sulle vicende delle quattro protagoniste femminili della serie di Mazinga (Sayaka Yumi e Jun Hono da Mazinga Z e il Grande Mazinga, Venusia (Hikaru Makiba), e Maria Fleed da UFO Robot Goldrake).
Nella storia, non in continuity con la saga principale ma una rielaborazione con gli stessi personaggi, le quattro ragazze combattono i loro nemici (dei mostri meccanici) guidando dei robot giganti; il titolo e il tono della serie sono ispirati alla serie televisiva degli anni settanta e ottanta Charlie's Angels.
In Italia il manga è stato pubblicato da d/visual dal 2 aprile 2007 al 1º giugno 2008. Nel 2017 invece l'opera è stata riedita da J-Pop in 4 volumi.

## Volumi
| 1 | 23 febbraio 2005 | ISBN 978-4-06-349196-8 | 2 aprile 2007   |
| 1 | Capitoli - 01. Mazinger Angels angeli d'acciaio (鋼の天使 マジンガーエンジェル?, Hagane no tenshi, Majinga Agersu) - 02. La conturbante Lady Yanus (疑わしい女性、マダム ヤヌス?, Utagawashii josei, Madam Yanus) - 03. Gamia, le assassine infernali (地獄からの暗殺者, ガミアQ?, Jigoku kara no ansatsu, Gamia Q) - 04. Gorgon, lo sgherro infernale (ゴルゴン、地獄からのボディー ガード?, Gorugon, jigoku kara no bodigardu) - 05. Minerva X il robot misterioso (神秘的なロボット、ミネルバ X?, Shinpitekina robotto, Mineruba Eksu) - 06. L'amore supera l'odio (復活 ！その超えた憎しみ愛?, Fukatsu! Sono koeta nikushimi ai) |                        |                 |
| 2 | 23 agosto 2005 | ISBN 978-4-06-349215-6 | 1º gennaio 2008 |
| 2 | Capitoli - 07. Il mistero degli slippini scomparsi! (盗まれたパンティー?, Nusuma reta pantī) - 08. Blocken, il diabolico albergatore! (ブロッケン、温泉の定規?, Burokken, onsen no jogi) - 09. Quando a sciogliersi non è la neve...! (融解雪マジンガーエンジェル?, Yukai yuki, Majinga Anjeru) - 10. Arrivano le Ghost Angels! (幽霊のエンジェルの出現?, Yurei no Angeru no shutsugen) - 11. Caccia al sommergibile Bood (追求 ！誘拐潜水艦ブード?, Tsuikyū! Yūkai sensuikan Budu) - 12. Il bersaglio del demonio è la base delle Mazinger Angels!! (悪魔の標的修士ベース?, Akuma no hyoteki ma basu) - 13. Battaglia all'ultimo respiro! (マジンガーエンジェルの絶望?, Majinga Angeru no zetsubō) |                        |                 |
| 3 | 21 aprile 2006 | ISBN 978-4-06-349241-5 | 1º aprile 2008  |
| 3 | Capitoli - 14. Addestramento speciale (トレーニング！アウトあなたの人生やけどまで!?, Torēningu! Auto anata-no jinsei yakedo made!) - 15. La fiamma del coraggio!! L'angelo selvaggio!! (燃えるようなガッツ ！野生の天使 ！?, Moeru yona gyatsu! Yasai no tenshi!) - 16. La diabolica vendetta di Blocken (ブロッケン、悪魔の復讐?, Buroken, akuma no fukushū) - 17. Pericolo scampato (危機の救済 ！新しい武器に行く ！?, Kiki no kyūsai! Atarashi buki ni iku!) - 18. La fortezza delle scienze (心配しないで ！サイエンス要塞ラボ ！?, Shinpai shinaide! Saianse yōsai rabo!) - 19. La prescelta dal destino (選ひとつばれたの運命?, Erabu hitotsu barata no unmei) - 20. Salvate Aira! (アイラを救え ！?, Aira okue!) |                        |                 |
| 4 | 23 febbraio 2007 | ISBN 978-4-06-349270-5 | 1º giugno 2008  |
| 4 | Capitoli - 21. Le Mazinger Angels contro Devilman (prima parte) (マジンガーエンジェル vs デビルマン （パート 1）?, Majinga Agersu tai Deviruman (pāto 1)) - 22. Le Mazinger Angels contro Devilman (seconda parte) (マジンガーエンジェル vs デビルマン （パート 2）?, Majinga Agersu tai Deviruman (pāto 2)) - 23. Le Mazinger Angels contro Devilman (terza parte) (マジンガーエンジェル vs デビルマン （パート 3）?, Majinga Agersu tai Deviruman (pāto 3)) - 24. I mostri venuti dall'Inferno (地獄から来た人たち?, Jigoku kara kitata hitachi) - 25. Il Dragosauro (prima parte) (決定的な戦い ！偉大な海の怪物 (その 1)?, Ketteiteki na seni! Idai na umi no kaibutsu (sono 1)) - 26. Il Dragosauro (seconda parte) (決定的な戦い ！偉大な海の怪物 (その 2)?, Ketteiteki na seni! Idai na umi no kaibutsu (sono 2)) - 27. Il Dragosauro (terza parte) (決定的な戦い ！偉大な海の怪物 (その 3)?, Ketteiteki na seni! Idai na umi no kaibutsu (sono 3)) - 28. La campana della pace suona per gli angeli! (平和のベルは、天使の頭の上に鳴り響きます！?, Heiwa no beruha, tenshi no atama no ue ni narihibikimasu!) |                        |                 |